# Bataille d'Himère (311 av. J.-C.)
Pour les articles homonymes, voir Bataille d'Himère.
Guerres siciliennes
La bataille d'Himère opposa en 311 av. J.-C. Carthage à des troupes grecques. Hamilcar, fils de Giscon, dirigeait les troupes carthaginoises tandis que Agathocle de Syracuse dirigeait les troupes grecques. Carthage remporta la victoire,.